# Åsa Romson
Åsa Elisabeth Romson (født 22. marts 1972 i Salem i Stockholms län) er en svensk jurist og politiker fra Miljöpartiet de Gröna. Hun var mellem 2010 og 2017 medlem af den svenske rigsdag og fra  2011 til 2016 sammen med Gustav Fridolin talsperson for Miljöpartiet de gröna. 
Hun var fra den 3. oktober 2014 til den 25. maj 2016 Sveriges klima- og miljøminister og vicestatsminister i regeringen Löfven I.
Hun blev valgt til byrådet i Stockholm i 2002 og sad der til 2010 fra 2004-2006 som gruppeformand. Hun blev indvalgt i Riksdagen 2006, men tog ikke pladsen. I 2012 modtog hun juridisk doktorgrad i miljøret ved Stockholms Universitet for sin disputats Environmental Policy Space and International Investment Law.